# Susan (serie televisiva)
Susan (Suddenly Susan) è una sitcom statunitense andata in onda sulla NBC dal 1996 al 2000, con protagonista l'attrice Brooke Shields.
In Italia la serie è stata trasmessa dal 3 maggio 1999 su Rai 3 ed in seguito su Rai 2 fino al 2002.

## Trama
La serie è ambientata a San Francisco nella redazione della fittizia rivista The Gate, dove vengono raccontate le vicende di Susan Keane e dei suoi colleghi. La serie comincia quando Susan abbandona sull'altare il ricco fidanzato Kip Richmond; da quel momento inizia per lei una nuova vita da nubile. Susan dovrà affrontare quotidianamente le vicende della redazione in cui lavora, comandata da Jack Richmond, ribelle fratello dell'ex fidanzato, che ironicamente le affida una rubrica sull'essere «improvvisamente single». Gli altri colleghi e amici di Susan sono il fotografo Luis Rivera (Nestor Carbonell), il critico musicale Todd Stites (David Strickland), la critica gastronomica Vicki Groener (Kathy Griffin) e la giornalista investigativa Maddy Piper (Andrea Bendewald). Susan trova conforto a fine giornata grazie alla confidenza e alla complicità di sua nonna Nana (Barbara Barrie).

## Personaggi e interpreti
- Susan Keane (stagioni 1 – 4), interpretata da Brooke Shields.
- Luis Rivera (stagioni 1 – 4), interpretato da Nestor Carbonell.
- Vicki Groener (stagioni 1 – 4), interpretata da Kathy Griffin.
- Helen "Nana" Keane (stagioni 1 – 4), interpretata da Barbara Barrie.
- Jack Richmond (stagioni 1 – 3), interpretato da Judd Nelson.
- Todd Styles (stagioni 1 – 3), interpretato da David Strickland.
- Maddy Piper (stagioni 2 – 3), interpretata da Andrea Bendewald.
- Miranda Charles (stagione 4), interpretata da Sherri Shepherd.
- Ian Maxtone-Graham (stagione 4), interpretato da Eric Idle.
- Nate Knaborski (stagione 4), interpretato da Currie Graham.
- Oliver Browne (stagione 4), interpretato da Rob Estes.

## Episodi
| Stagione         | Episodi | Prima TV USA | Prima TV Italia |
| ---------------- | ------- | ------------ | --------------- |
| Prima stagione   | 22      | 1996-1997    | 1999            |
| Seconda stagione | 26      | 1997-1998    | 2000            |
| Terza stagione   | 23      | 1998-1999    | 2001            |
| Quarta stagione  | 22      | 1999-2000    | 2002            |

## Produzione
L'episodio pilota della serie fu scritto da Billy Van Zandt e Jane Milmore, basandosi su una sceneggiatura drammatica di Clyde Phillips. La protagonista, Brooke Shields, recitava al fianco di attori che in seguito furono tutti sostituiti, Nancy Marchand interpretava sua nonna Nana, mentre i suoi amici e colleghi erano interpretati da Maggie Wheeler e David Krumholtz.
Il 22 marzo 1999 l'attore David Strickland, che nella serie interpretava Todd, si tolse la vita. La morte di Strickland fu inserita nel finale della terza stagione trasformandola in un tributo al personaggio da lui interpretato. L'episodio racconta della scomparsa di Todd e della frenetica ricerca di Susan per trovarlo; durante l'episodio si scoprono diverse buone azioni che Todd aveva fatto per il suo quartiere, di cui Susan era ignara. Dopo che ogni personaggio racconta le proprie esperienze personali avute con Todd, l'episodio si conclude con l'intero cast che si tiene per mano in cerchio sulle note di Praise You di Fatboy Slim. L'episodio termina con una clip con varie immagini di Strickland con la scritta "The Gods of comedy looked down upon you and smiled" (gli dei della commedia guardano giù e sorridono).
A partire dalla quarta stagione Andrea Bendewald e Judd Nelson lasciano la serie, che viene notevolmente rinnovata con l'introduzione di nuovi personaggi: Eric Idle è Ian Maxtone-Graham, nuovo proprietario della rivista. Ian portò con sé uno nuovo gruppo di lavoro, che comprendeva l'assistente Miranda Charles (Sherri Shepherd) il giornalista sportivo Nate Knaborski (Currie Graham) e il fotografo indipendente Oliver Browne (Rob Estes).
La quarta stagione segna la fine della sitcom, che termina nel dicembre del 2000.